# Mollenard
Pour plus de détails, voir Fiche technique et Distribution.
Mollenard est un film français réalisé par Robert Siodmak, tourné en 1937 et sorti en 1938.

## Synopsis
Dunkerque. Justin Mollenard, commandant de navire, suspecté de se livrer à un trafic d'armes en Extrême-Orient, est sur le point d'être suspendu de sa fonction, ce que sa femme Mathilde apprend. Effectivement, Mollenard est à Shanghai où il tente de doubler Bonnerot, son intermédiaire qui refuse d'acquérir plus cher les armes que lui propose le commandant. Ce dernier décide donc, grâce à la complicité de Fraser, adjoint de Bonnerot, de traiter directement avec le général Chen à qui les armes sont destinées... 

## Fiche technique
- Titre : Mollenard
- Réalisation : Robert Siodmak, assisté de Rodolphe Marcilly (crédité Marcilly) et Pierre Prévert
- Scénario : Charles Spaak et Oscar-Paul Gilbert, d'après le roman de ce dernier
- Dialogues : Oscar-Paul Gilbert
- Décors : Alexandre Trauner (crédité Trauner)
- Photographie : Eugen Schüfftan (crédité Shufftan)
- Opérateur caméra : Henri Alekan (crédité Alekan)
- Musique : Darius Milhaud et Jacques Dallin
- Montage : Leonide Azar (crédité Azar)
- Son : Antoine Archimbaud
- Producteur : Édouard Corniglion-Molinier, pour Pathé-Consortium-Cinéma
- Distribution : Télédis
- Pays de production :  France
- Format :  Noir et blanc - 1,37:1 - 35 mm - son mono (RCA Photophone)
- Genre : Drame
- Durée : 102 min
- Date de sortie : 
  - France : 26 janvier 1938

## Distribution
- Harry Baur : Justin Mollenard
- Gabrielle Dorziat : Mathilde Mollenard
- Pierre Renoir : Bonnerot
- Albert Préjean : Louis Kerrotret
- Ludmilla Pitoëff fille (créditée Élisabeth Pitoëff) : Marie Mollenard
- Robert Lynen : Jean Mollenard
- Jacques Baumer : Chevrier
- Gina Manès : Marina
- Walter Rilla : Fraser
- Marta Labarr : Betty Hamilton
- Marcel Dalio : Happy John
- Maurice Baquet : le joueur d'harmonica
- Jean Clarens : le lieutenant
- Roger Legris : le télégraphiste
- Fun-Sen : une chinoise
- Lilianne Lessafre : l'entraîneuse
- Jacques Louvigny : Truffier
- Armand Lurville : Dubailly d'Elboeuf
- Arthur Devère : Joseph, le majordome
- Pierre Sergeol : Fourcade
- Robert Seller : le préfet
- Georges Mauloy : l'abbé Mangin
- Georges Vitray : Firmin
- Tran-Van : You
- Lucien Coëdel : le bosco
- Marcel Melrac : un homme d'équipage
- Marcel Pérès : un homme d'équipage
- Pierre Labry
- Ky Duyen